# جدول تاریخی جام جهانی باشگاه‌ها
جام جهانی باشگاه‌ها یک رقابت بین‌المللی فوتبال است که توسط فدراسیون بین‌المللی فوتبال (فیفا)، نهاد جهانی این ورزش برگزار می‌شود. این مسابقات برای اولین بار به عنوان مسابقات قهرمانی باشگاه‌های جهان ۲۰۰۰ برگزار شد. بین سال‌های ۲۰۰۱ و ۲۰۰۴ به دلایل مختلف، مهم‌تر از همه سقوط شریک بازاریابی فیفا برگزار نشد. پس از تغییر در فرمت که باعث شد مسابقات قهرمانی باشگاه‌های جهان با جام بین قاره‌ای ادغام شود، مسابقات در سال ۲۰۰۵ دوباره راه‌اندازی شد و نام فعلی خود را در فصل پس از آن انتخاب کرد.
فرمت فعلی این مسابقات که از زمان اصلاح این رقابت‌ها پیش از نسخه ۲۰۲۵ مورد استفاده قرار می‌گیرد، شامل ۳۲ تیم است که برای کسب عنوان قهرمانی در ورزشگاه‌های کشور میزبان رقابت می‌کنند؛ ۱۲ تیم از اروپا، ۶ تیم از آمریکای جنوبی، ۴ تیم از آسیا، ۴ تیم از آفریقا، ۴ تیم از آمریکای شمالی، مرکزی و کارائیب، ۱ تیم از اقیانوسیه و ۱ تیم از کشور میزبان. تیم‌ها در هشت گروه چهار تیمی قرار می‌گیرند که هر تیم سه بازی مرحله گروهی را به صورت نوبت‌گردشی انجام می‌دهد. دو تیم برتر هر گروه به مرحله حذفی راه پیدا می‌کنند که از مرحله یک هشتم نهایی شروع می‌شود و با فینال به پایان می‌رسد.
باشگاه رئال مادرید اسپانیا با بیشترین عنوان قهرمانی، بیشترین برد و بیشترین امتیاز در صدر جدول است. اوکلند سیتی با ۱۲ حضور، بیشترین حضور در تورنمنت را دارد، در حالی که الاهلی بیشترین بازی را (۲۸) انجام داده است و همچنین رکورد بیشترین باخت را با مجموع ۱۵ بازی در اختیار دارد. ۵ تیم هستند که تمام بازی‌های خود را در رقابت‌ها برای کسب عنوان یا عناوین مربوطه خود برده‌اند، این تیم‌ها عبارتند از: اینترناسیونال، منچستر سیتی، میلان، سائوپائولو (هر کدام دو برد) و بایرن مونیخ (چهار برد).

## جدول مسابقات
آخرین بروزرسانی بعد از جام جهانی باشگاه‌ها ۲۰۲۵ بوده است.
| رتبه | ک.                    | باشگاه                | قهرمانی | ح. | ام. | با. | ب. | م | ش  | گ.ز. | گ.خ. | ت.  | م.ا. |
| ---- | --------------------- | --------------------- | ------- | -- | --- | --- | -- | - | -- | ---- | ---- | --- | ---- |
| ۱    | اسپانیا               | رئال مادرید           | ۵       | ۷  | ۵۱  | ۲۰  | ۱۶ | ۳ | ۱  | ۵۷   | ۲۰   | +۳۷ | ۲.۵۵ |
| ۲    | مصر                   | الاهلی                | ۰       | ۱۰ | ۳۳  | ۲۸  | ۱۰ | ۳ | ۱۵ | ۳۵   | ۴۵   | −۱۰ | ۱.۱۷ |
| ۳    | انگلستان              | چلسی                  | ۲       | ۳  | ۲۷  | ۱۱  | ۹  | ۰ | ۲  | ۲۳   | ۸    | +۱۵ | ۲.۴۵ |
| ۴    | مکزیک                 | مونتری                | ۰       | ۶  | ۲۵  | ۱۶  | ۷  | ۴ | ۵  | ۳۱   | ۲۱   | +۱۰ | ۱.۵۶ |
| ۵    | اسپانیا               | بارسلونا              | ۳       | ۴  | ۲۱  | ۸   | ۷  | ۰ | ۱  | ۲۳   | ۳    | +۲۰ | ۲.۶۲ |
| ۶    | آلمان                 | بایرن مونیخ           | ۲       | ۳  | ۲۱  | ۹   | ۷  | ۰ | ۲  | ۲۴   | ۶    | +۱۸ | ۲.۳۳ |
| ۷    | عربستان سعودی         | الهلال                | ۰       | ۴  | ۱۹  | ۱۴  | ۵  | ۴ | ۵  | ۲۵   | ۲۵   | ۰   | ۱.۳۵ |
| ۸    | انگلستان              | منچستر سیتی           | ۱       | ۲  | ۱۵  | ۶   | ۵  | ۰ | ۱  | ۲۳   | ۶    | +۱۷ | ۲.۵۰ |
| ۹    | فرانسه                | پاری سن-ژرمن          | ۰       | ۱  | ۱۵  | ۷   | ۵  | ۰ | ۲  | ۱۶   | ۴    | +۱۲ | ۲.۱۴ |
| ۱۰   | ژاپن                  | سانفریس هیروشیما      | ۰       | ۲  | ۱۵  | ۷   | ۵  | ۰ | ۲  | ۱۲   | ۶    | +۶  | ۲.۱۴ |
| ۱۱   | برزیل                 | کورینتیانس            | ۲       | ۲  | ۱۴  | ۶   | ۴  | ۲ | ۰  | ۸    | ۲    | +۶  | ۲.۳۳ |
| ۱۲   | برزیل                 | فلومیننزه             | ۰       | ۲  | ۱۴  | ۸   | ۴  | ۲ | ۲  | ۱۰   | ۹    | +۱  | ۱.۷۵ |
| ۱۳   | ایتالیا               | اینتر میلان           | ۱       | ۲  | ۱۳  | ۶   | ۴  | ۱ | ۱  | ۱۱   | ۴    | +۷  | ۲.۱۶ |
| ۱۴   | برزیل                 | فلامینگو              | ۰       | ۳  | ۱۳  | ۸   | ۴  | ۱ | ۳  | ۱۷   | ۱۳   | +۴  | ۱.۶۲ |
| ۱۵   | برزیل                 | پالمیراس              | ۰       | ۳  | ۱۲  | ۹   | ۳  | ۳ | ۳  | ۹    | ۷    | +۲  | ۱.۳۳ |
| ۱۶   | ژاپن                  | کاشیما آنتلرز         | ۰       | ۲  | ۱۲  | ۷   | ۴  | ۰ | ۳  | ۱۳   | ۱۴   | –۱  | ۱.۷۱ |
| ۱۷   | نیوزیلند              | اوکلند سیتی           | ۰       | ۱۲ | ۱۲  | ۲۰  | ۳  | ۳ | ۱۴ | ۱۰   | ۴۵   | –35 | ۰.۶۰ |
| ۱۸   | آرژانتین              | ریور پلاته            | ۰       | ۳  | ۱۱  | ۷   | ۳  | ۲ | ۲  | ۱۰   | ۸    | +۲  | ۱.۵۷ |
| ۱۹   | برزیل                 | واسکو دوگاما          | ۰       | ۱  | ۱۰  | ۴   | ۳  | ۱ | ۰  | ۷    | ۲    | +۵  | ۲.۵۰ |
| ۲۰   | انگلستان              | منچستر یونایتد        | ۱       | ۲  | ۱۰  | ۵   | ۳  | ۱ | ۱  | ۱۰   | ۷    | +۳  | ۲.۰۰ |
| ۲۱   | آلمان                 | بروسیا دورتموند       | ۰       | ۱  | ۱۰  | ۵   | ۳  | ۱ | ۱  | ۹    | ۷    | +۲  | ۲.۰۰ |
| ۲۲   | مکزیک                 | پاچوکا                | ۰       | ۵  | ۱۰  | ۱۲  | ۳  | ۱ | ۸  | ۱۳   | ۱۸   | –۵  | ۰.۸۳ |
| ۲۳   | ژاپن                  | اوراوا رد دایموندز    | ۰       | ۴  | ۱۰  | ۱۲  | ۳  | ۱ | ۸  | ۱۳   | ۲۱   | −۸  | ۰.۸۳ |
| ۲۴   | مکزیک                 | آمریکا                | ۰       | ۳  | ۱۰  | ۸   | ۳  | ۱ | ۴  | ۹    | ۱۴   | −۵  | ۱.۲۵ |
| ۲۵   | انگلستان              | لیورپول               | ۱       | ۲  | ۹   | ۴   | ۳  | ۰ | ۱  | ۶    | ۲    | +۴  | ۲.۲۵ |
| ۲۶   | برزیل                 | اینترناسیونال         | ۱       | ۲  | ۹   | ۴   | ۳  | ۰ | ۱  | ۷    | ۵    | +۲  | ۲.۲۵ |
| ۲۷   | مراکش                 | الرجا                 | ۰       | ۲  | ۹   | ۷   | ۳  | ۰ | ۴  | ۱۲   | ۱۴   | −۲  | ۱.۲۸ |
| ۲۸   | امارات متحده عربی     | الجزیره               | ۰       | ۲  | ۹   | ۷   | ۳  | ۰ | ۴  | ۶    | ۱۲   | −۶  | ۱.۲۹ |
| ۲۹   | امارات متحده عربی     | العین                 | ۰       | ۲  | ۸   | ۷   | ۲  | ۲ | ۳  | ۱۱   | ۲۱   | –۱۰ | ۱.۱۴ |
| ۳۰   | پرتغال                | بنفیکا                | ۰       | ۱  | ۷   | ۴   | ۲  | ۱ | ۱  | ۱۰   | ۶    | +۴  | ۱.۷۲ |
| ۳۱   | تونس                  | اسپرانس تونس          | ۰       | ۴  | ۷   | ۹   | ۲  | ۱ | ۶  | ۱۱   | ۱۷   | −۳  | ۰.۷۷ |
| ۳۲   | قطر                   | السد                  | ۰       | ۲  | ۷   | ۶   | ۲  | ۱ | ۳  | ۹    | ۱۵   | −۶  | ۱.۱۷ |
| ۳۳   | ایتالیا               | یوونتوس               | ۰       | ۱  | ۶   | ۴   | ۲  | ۰ | ۲  | ۱۱   | ۷    | +۴  | ۱.۵۰ |
| ۳۴   | کره جنوبی             | چونبوک هیوندای موتورز | ۰       | ۲  | ۶   | ۴   | ۲  | ۰ | ۲  | ۸    | ۴    | +۴  | ۱.۵۰ |
| ۳۵   | قطر                   | الدحیل                | ۰       | ۱  | ۶   | ۳   | ۲  | ۰ | ۱  | ۶    | ۲    | +۴  | ۲.۰۰ |
| ۳۶   | ایتالیا               | میلان                 | ۱       | ۱  | ۶   | ۲   | ۲  | ۰ | ۰  | ۵    | ۲    | +۳  | ۳.۰۰ |
| ۳۷   | برزیل                 | سائو پائولو           | ۱       | ۱  | ۶   | ۲   | ۲  | ۰ | ۰  | ۴    | ۲    | +۲  | ۳.۰۰ |
| ۳۸   | استرالیا              | آدلاید یونایتد        | ۰       | ۱  | ۶   | ۳   | ۲  | ۰ | ۱  | ۳    | ۲    | +۱  | ۲.۰۰ |
| ۳۸   | مکزیک                 | اونال                 | ۰       | ۱  | ۶   | ۳   | ۲  | ۰ | ۱  | ۳    | ۲    | +۱  | ۲.۰۰ |
| ۴۰   | عربستان سعودی         | الاتحاد               | ۰       | ۲  | ۶   | ۵   | ۲  | ۰ | ۳  | ۹    | ۹    | ۰   | ۱.۲۰ |
| ۴۱   | ژاپن                  | گامبا اوساکا          | ۰       | ۱  | ۶   | ۳   | ۲  | ۰ | ۱  | ۵    | ۵    | ۰   | ۲.۰۰ |
| ۴۲   | برزیل                 | بوتافوگو              | ۰       | ۱  | ۶   | ۴   | ۲  | ۰ | ۲  | ۳    | ۳    | ۰   | ۱.۵۰ |
| ۴۳   | کاستاریکا             | ساپریسا               | ۰       | ۱  | ۶   | ۳   | ۲  | ۰ | ۱  | ۴    | ۵    | −۱  | ۲.۰۰ |
| ۴۴   | اسپانیا               | اتلتیکو مادرید        | ۰       | ۱  | ۶   | ۳   | ۲  | ۰ | ۱  | ۳    | ۴    | –۱  | ۲.۰۵ |
| ۴۵   | چین                   | گوانگژو               | ۰       | ۲  | ۶   | ۶   | ۲  | ۰ | ۴  | ۷    | ۱۲   | −۵  | ۱.۰۰ |
| ۴۶   | جمهوری دموکراتیک کنگو | تی‌پی مازمبه           | ۰       | ۳  | ۶   | ۷   | ۲  | ۰ | ۵  | ۷    | ۱۳   | −۶  | ۰.۸۵ |
| ۴۷   | مکزیک                 | نیکاکسا               | ۰       | ۱  | ۵   | ۴   | ۱  | ۲ | ۱  | ۶    | ۵    | +۱  | ۱.۲۵ |
| ۴۸   | ژاپن                  | کاشیوا ریسول          | ۰       | ۱  | ۵   | ۴   | ۱  | ۲ | ۱  | ۴    | ۴    | ۰   | ۱.۲۵ |
| ۴۹   | آرژانتین              | بوکا جونیورز          | ۰       | ۲  | ۵   | ۵   | ۱  | ۲ | ۲  | ۷    | ۹    | −۲  | ۱.۰۰ |
| ۵۰   | ایالات متحده آمریکا   | اینتر میامی           | ۰       | ۱  | ۵   | ۴   | ۱  | ۲ | ۱  | ۴    | ۷    | –۳  | ۱.۲۵ |
| ۵۱   | مکزیک                 | آتلانتی               | ۰       | ۱  | ۴   | ۳   | ۱  | ۱ | ۱  | ۵    | ۴    | +۱  | ۱.۳۳ |
| ۵۲   | امارات متحده عربی     | الوحده                | ۰       | ۱  | ۴   | ۳   | ۱  | ۱ | ۱  | ۶    | ۶    | ۰   | ۱.۳۳ |
| ۵۲   | کره جنوبی             | پوهانگ استیلرز        | ۰       | ۱  | ۴   | ۳   | ۱  | ۱ | ۱  | ۴    | ۴    | ۰   | ۱.۳۳ |
| ۵۲   | تونس                  | ستاره ساحلی           | ۰       | ۱  | ۴   | ۳   | ۱  | ۱ | ۱  | ۳    | ۳    | ۰   | ۱.۳۳ |
| ۵۵   | مکزیک                 | کروز آزول             | ۰       | ۱  | ۴   | ۳   | ۱  | ۱ | ۱  | ۴    | ۶    | −۲  | ۱.۳۳ |
| ۵۶   | اتریش                 | ردبول سالزبورگ        | ۰       | ۱  | ۴   | ۳   | ۱  | ۱ | ۱  | ۲    | ۴    | –۲  | ۱.۳۳ |
| ۵۷   | آفریقای جنوبی         | ماملودی سانداونز      | ۰       | ۲  | ۴   | ۵   | ۱  | ۱ | ۳  | ۵    | ۱۰   | –۵  | ۰.۸۰ |
| ۵۸   | اکوادور               | ال‌دی‌یو کیتو           | ۰       | ۱  | ۳   | ۲   | ۱  | ۰ | ۱  | ۲    | ۱    | +۱  | ۱.۵۰ |
| ۵۹   | ایران                 | سپاهان                | ۰       | ۱  | ۳   | ۲   | ۱  | ۰ | ۱  | ۴    | ۴    | ۰   | ۱.۵۰ |
| ۶۰   | آرژانتین              | استودیانتس            | ۰       | ۱  | ۳   | ۲   | ۱  | ۰ | ۱  | ۳    | ۳    | ۰   | ۱.۵۰ |
| ۶۱   | استرالیا              | سیدنی                 | ۰       | ۱  | ۳   | ۲   | ۱  | ۰ | ۱  | ۲    | ۲    | ۰   | ۱.۵۰ |
| ۶۲   | برزیل                 | گرمیو                 | ۰       | ۱  | ۳   | ۲   | ۱  | ۰ | ۱  | ۱    | ۱    | ۰   | ۱.۵۰ |
| ۶۳   | برزیل                 | اتلتیکو مینیرو        | ۰       | ۱  | ۳   | ۲   | ۱  | ۰ | ۱  | ۴    | ۵    | −۱  | ۱.۵۰ |
| ۶۴   | آرژانتین              | سن لورنسو             | ۰       | ۱  | ۳   | ۲   | ۱  | ۰ | ۱  | ۲    | ۳    | −۱  | ۱.۵۰ |
| ۶۵   | کره جنوبی             | سئونگنام              | ۰       | ۱  | ۳   | ۳   | ۱  | ۰ | ۲  | ۶    | ۸    | −۲  | ۱.۰۰ |
| ۶۶   | برزیل                 | سانتوس                | ۰       | ۱  | ۳   | ۲   | ۱  | ۰ | ۱  | ۳    | ۵    | −۲  | ۱.۵۰ |
| ۶۷   | عربستان سعودی         | النصر                 | ۰       | ۱  | ۳   | ۳   | ۱  | ۰ | ۲  | ۵    | ۸    | −۳  | ۱.۰۰ |
| ۶۸   | پرتغال                | پورتو                 | ۰       | ۱  | ۲   | ۳   | ۰  | ۲ | ۱  | ۵    | ۶    | −۱  | ۰.۶۶ |
| ۶۹   | نیوزیلند              | تیم ولینگتون          | ۰       | ۱  | ۱   | ۱   | ۰  | ۱ | ۰  | ۳    | ۳    | ۰   | ۱.۰۰ |
| ۷۰   | مراکش                 | مغرب تطوان            | ۰       | ۱  | ۱   | ۱   | ۰  | ۱ | ۰  | ۰    | ۰    | ۰   | ۱.۰۰ |
| ۷۱   | مکزیک                 | گوادالاخارا           | ۰       | ۱  | ۱   | ۲   | ۰  | ۱ | ۱  | ۳    | ۴    | −۱  | ۰.۵۰ |
| ۷۲   | الجزایر               | وفاق سطیف             | ۰       | ۱  | ۱   | ۲   | ۰  | ۱ | ۱  | ۲    | ۳    | −۱  | ۰.۵۰ |
| ۷۳   | استرالیا              | وسترن سیدنی واندررز   | ۰       | ۱  | ۱   | ۲   | ۰  | ۱ | ۱  | ۳    | ۵    | −۲  | ۰.۵۰ |
| ۷۴   | کلمبیا                | اتلتیکو ناسیونال      | ۰       | ۱  | ۱   | ۲   | ۰  | ۱ | ۱  | ۲    | ۵    | −۳  | ۰.۵۰ |
| ۷۵   | ایالات متحده آمریکا   | لس آنجلس              | ۰       | ۱  | ۱   | ۳   | ۰  | ۱ | ۲  | ۱    | ۴    | −۳  | ۰.۳۳ |
| ۷۶   | مراکش                 | الوداد                | ۰       | ۳  | ۱   | ۶   | ۰  | ۱ | ۵  | ۵    | ۱۳   | −۸  | ۰.۱۶ |
| ۷۷   | مکزیک                 | لئون                  | ۰       | ۱  | ۰   | ۱   | ۰  | ۰ | ۱  | ۰    | ۱    | −۱  | ۰.۰۰ |
| ۷۸   | کالدونیای جدید        | هیانگن اسپورت         | ۰       | ۱  | ۰   | ۱   | ۰  | ۰ | ۱  | ۱    | ۳    | −۲  | ۰.۰۰ |
| ۷۹   | امارات متحده عربی     | شباب الاهلی           | ۰       | ۱  | ۰   | ۱   | ۰  | ۰ | ۱  | ۰    | ۲    | −۲  | ۰.۰۰ |
| ۸۰   | نیوزیلند              | ویتاکر یونایتد        | ۰       | ۲  | ۰   | ۲   | ۰  | ۰ | ۲  | ۲    | ۵    | −۳  | ۰.۰۰ |
| ۸۱   | پلی‌نزی فرانسه         | پیرائه                | ۰       | ۱  | ۰   | ۱   | ۰  | ۰ | ۱  | ۱    | ۴    | −۳  | ۰.۰۰ |
| ۸۲   | پاپوآ گینه نو         | هیکاری یونایتد        | ۰       | ۱  | ۰   | ۱   | ۰  | ۰ | ۱  | ۰    | ۳    | −۳  | ۰.۰۰ |
| ۸۳   | ایالات متحده آمریکا   | سیاتل ساندرز          | ۰       | ۲  | ۰   | ۴   | ۰  | ۰ | ۴  | ۲    | ۸    | −۶  | ۰.۰۰ |
| ۸۴   | استرالیا              | ملبورن جنوبی          | ۰       | ۱  | ۰   | ۳   | ۰  | ۰ | ۳  | ۱    | ۷    | −۶  | ۰.۰۰ |
| ۸۵   | کره جنوبی             | اولسان اچ‌دی           | ۰       | ۳  | ۰   | ۷   | ۰  | ۰ | ۷  | ۷    | ۱۷   | −۱۰ | ۰.۰۰ |